# 피에르뤼크 뒤부아
피에르뤼크 뒤부아(프랑스어: Pierre-Luc Dubois, 1998년 6월 24일~)는 캐나다의 아이스하키 선수로 포지션은 센터이다. 현재 내셔널 하키 리그(NHL)의 로스앤젤레스 킹스 소속으로 뛰고 있다. 2016년 NHL 드래프트에서 전체 3위로 콜럼버스 블루재키츠의 지명을 받았다. 블루재키츠에서 프로 선수 경력을 시작한 후 위니펙 제츠 소속으로 뛰었고 2023년에 로스앤젤레스 킹스로 이적했다.
국제 대회에서는 캐나다 국가대표팀의 소속으로 활동하고 있으며 세계 아이스하키 선수권 대회 3회 출전하여 2회 준우승을 차지했다.

## 개인사
아버지인 에리크 뒤부아는 프로 아이스하키 선수로 활동했으며 어머니인 질은 애틀랜타에서 태어난 미국인이다. 그 밖의 가족으로는 2살 위의 누나인 다프네가 있다.